# アプル総合計画事務所
株式会社アプル総合計画事務所（アプルそうごうけいかくじむしょ、APL, Architecture Planning and Landscape design）は、1984年（昭和59年）に都市デザイナーの中野恒明と建築家大野秀敏によって設立され、建築から都市デザイン、ストリートファニチュアなどのプロダクトデザイン等を業務とする企業。
2005年（平成17年）から組織を分離し、都市デザインを中心とする部門をそのまま株式会社アプル総合計画事務所としている。

## 主な作品
- あゆみ橋 (狩野川)橋梁設計
- 門司港レトロ事業の都市環境デザイン・門司港地区におけるウォーターフロント再生
- 新潟駅駅前広場設計競技1等/市民参加ワークショップ
- 新東京タワー計画
- 皇居周辺道路・緑地景観整備
- 鵜飼い大橋
- 岸公園・宍道湖県立美術館と護岸堤
- 小倉駅南口ペデストリアンデッキ
- 新宿駅東口モア街歩行者空間整備
- 鹿児島市みなと大通り公園
- 宇都宮中央通り
- 岐阜副都心計画
- 平成記念みどりのふれ愛公園建築施設計画
- 那覇新都心道路景観計画
- 金沢西部副都心道路景観計画
- 西都妻北地区まちづくり計画
- 阪神尼崎駅東地区ペデストリアンデッキ
- 那覇国際通りショッピングモール計画
- 都市の景観を構成する素材材料研究

## 著書
- 『平成19年度海外調査　人と街を大切にする欧州の街づくりを訪ねて～ドイツ・ベルギー・オランダの事例に学ぶ～（(財)udc, 2008年3月号
- 『訪問者が港を感じることができる「形」とは－門司港地区におけるウォーターフロント再生（(社)日本港湾協会, 港湾 vol.85 平成20年１月号, 2008年1月号
- 『チーム制による設計競技と計画前から市民参加に徹した新潟駅前広場　特集駅・駅前広場の新時代（(株)マルモ出版, LANDSCAPE DESIGN No.571, 2007年12月号
- 『新東京タワー計画　社会資本としての役割とは何か（東日本保証広報(株), EAST TIMES 2007年11月号
- 『すだれの家　環境建築ガイドブック（日本建築家協会環境行動委員会編, 建築ジャーナル, 2007年11月号
- 『大学教育におけるプランナー育成のあり方 特集・都市プランナーの現在と未来（都市計画学会誌「都市計画」No.268, 2007年8月号
- 『特集デザインコンペティション責任の所在～建築と土木の違い～（(株)建設図書, 橋梁と基礎2007年８月号 Vol.41, 2007年8月号
- 『平成18年度海外調査　伝統的なまちなみと最新の都市デザインを訪ねて～イタリア・フランスの事例に学ぶ～（(財)udc, 2007年2月号
- 『世界に誇れる製品III コンクリートポールのデザイン化と都市景観「ものをつくり、まちをつくる」（技報堂出版, 2007年1月号
- 『景観形成に資する公共空間のデザイン（国際交通安全学会誌 Vol30 No.4, 2005年12月号
- 『門司港レトロの都市環境デザイン（(財)都市づくりパブリックデザインセンター, 都市＋デザイﾝ Vol.24, 2006年7月号
- 『みなとを生かすまちづくり - 門司港レトロ事業（東洋エクステリア(株), Nelsis Vol.6, 2005年10月号
- 『風景をつくる - 人が主役になる都市をデザインする』（建築資料研究社, 建築を学ぶためのPERFECTガイド2006, 2005年7月号
- 『北九州・門司港レトロ地区の活性化への取り組み』「港湾」（日本港湾協会,  第80巻 第10号, 2003年10月号
- 『皇居周辺道路・緑地景観整備』「景観デザインレポート」（景観デザイン研究会編）  vol2, 2003年10月号
- 『門司港地区の再生と都市環境のデザイン』「aaca」(社)日本建築美術工芸協会,  No.41, 2003年9月号
- 『交通結節点としての「駅」のデザイン』「新都市」2003年8月号
- 『「地域ルネッサンス」従来型都市政策の転換』「地域づくり」(財)地域活性化センター, 2003年6月号
- 『土木の風景　鵜飼い大橋』 「日経コンストラクション」 日経BP社 4-25 2003年4月号
- 『近代化遺産を活かした集客戦略の実際』「月刊レジャー産業」2002年2月号  地域資源としての近代化遺産
- 『商店街活性化の中での公共空間』「建築とまちづくり」（新建築家技術者集団）286号, 2002年2月号
- 『駐車場と都市景観』「JPOニュース」(財)駐車場整備推進機構,  2002年1月号
- 『地としての公共空間デザイン』 環境・景観デザイン特集「建築文化」（彰国社）１１月号別冊 p.117-118, 2001年12月号
- 『都市の公共空間の魅力づくりに向けて』「デザイン学研究」（日本デザイン学会誌） 特集号 第8巻1号, 2000年10月
- 『水辺空間の新しい展開　岸公園護岸堤』「造景」 （建築資料研究社), No.25, 2000年2月号
- 『門司港レトロ地区環境整備（景観デザイン研究会, 景観デザインレポート, 1999年11月号
- 『土木の風景 岸公園』 「日経コンストラクション」 日経BP社 8-27, 1999年8月号
- 『岸公園 宍道湖県立美術館 護岸』「日経アーキテクチュア」 日経BP社,  5-17, 1999年5月号
- 『土木の風景 あゆみ橋』 「日経コンストラクション」 日経BP社 5-28, 1999年5月号
- 『岸公園　宍道湖県立美術館 護岸』「日経アーキテクチュア」 日経BP社,  5-17, 1999年5月号
- 『都市デザインの展望?生活感のある都市デザインを目指せ』「造景」 （建築資料研究社), No.20 転機の都市デザイン特集, 1999年4月号
- 『街並・景観との調和』「建築士のための指定講習会テキスト」(社)日本建築士会連合会,1998年12月
- 『小倉駅南口ペデストリアンデッキ』「造景」 （建築資料研究社), No.17, 1998年10月号
- 『時間軸のアーバンデザイン - 門司港レトロ1989～1998年』「新建築」 第73巻4号,1998年8月号
- 『中心市街地の活性化と都市デザイン』「都市＋デザイン」（都市づくりパブリックデザインセンター）Vol.14, 1998年8月号
- 『「本物志向」で長くもたせる　門司港レトロ事業』「日経コンストラクション」 日経BP社 7-10 1998年7月号
- 『シヴィックデザインと都市の風景づくり』「新風景を求めて」広島市, 1998年
- 『水辺のランドスケープ　門司港レトロ』「FRONT」（リバーフロント整備センター）1997年6月号
- 『景観デザインの素材とディテール 門司港レトロ／旧門司税関の保存改修』「造景」 （建築資料研究社), No.6, 1996.12月号
- 『景観デザインの素材とディテール 新宿東口モア街歩行者空間整備』「造景」（建築資料研究社), No.5, 1996.10月号
- 『景観デザインの素材とディテール 東京都臨海副都心道路景観整備』「造景」（建築資料研究社), No.4, 1996年8月号
- 『景観デザインの素材とディテール 門司港レトロのシビックデザイン-2』「造景」（建築資料研究社), No.3, 1996年6月号
- 『景観デザインの素材とディテール 門司港レトロのシビックデザイン-1』「造景」（建築資料研究社), No.2, 1996年4月号
- 『景観デザインの素材とディテール 皇居周辺道路の景観デザイン』「造景」（建築資料研究社), No.1, 1996年2月号
- 『景観で町を起こす 門司港レトロ事業』「日経アーキテクチュア」（日経BP社）2-27. 1996年2月号
- 『土木の風景　皇居周辺道路』「日経コンストラクション」（日経BP社） 5-26, 1995年5月号
- 『門司港レトロ事業』「日経コンストラクション」（日経BP社） 5-13, 1994年5月号
- 『まちづくりと景観・街並の形成』「建築士のための指定講習会テキスト」日本建築士会連合会, 1993.12月号
- 『環境デザイン'93　門司港レトロ事業 』「日経コンストラクション」（日経BP社） 11-26 , 1993.11月号
- 『楽しめる海辺へ　門司港』「景観材料」（景観材料推進協議会）6号, 1993.11）
- 『みなと大通り公園（鹿児島）』「日経コンストラクション」（日経BP社） 1-22 , 1993年1月号
- 『環境デザイン特集 門司港レトロ事業』「日経コンストラクション」(日経BP社) 11-23 1990.11月号
- 『建築家と都市計画家の協同で環境を総合的にデザイン』「日経アーキテクチュア」（日経BP社）, 8-6 1990年8月号
- 『土木の風景・宇都宮中央通り』「日経コンストラクション」（日経BP社） 2-23 1990, 1990年2月号
- 『路上駐車をボンエルフで解決・交通実験から日本初の改修』「日経アーキテクチュア」（日経BP社）7-25, 1988年7月号
- 『路上の電力トランス･信号機をどう扱うか　特集･設備がつくるまちの顔』「建築とまちづくり」（新建築家技術者集団）134号, 1988年5月号
- 『街路空間の新しい試み』「ILB PAVEMENT」（秩父セメント), Vol28, 1988年1月号